# Clasă (programare)
Clasa este un concept de bază al programării orientate pe obiecte, domeniu în care reprezintă structura care definește caracteristicile abstracte ale unui lucru (obiect), printre care caracteristicile acestuia (atributele sale, câmpuri sau proprietăți), precum și comportamentele acestui lucru (lucrurile pe care le poate face, sau metode, operații sau proprietăți).

 Se poate spune că o clasă este schița care descrie natura unui lucru. De exemplu, clasa Câine va conține caracteristicile tuturor câinilor, precum rasă sau culoarea părului (caracteristici), precum și capacitatea de a lătra și de a sta (comportament).

Clasele asigură modularitatea și structura într-un program de calculator orientat pe obiecte. O clasă ar trebui să poată fi înțeleasă de către o persoană care nu știe programare dar cunoscătoare a domeniului problemei, caracteristicile clasei ar trebui să aibă sens în respectivul context. De asemenea, codul clasei ar trebui să fie auto-suficient (folosind în general încapsularea). În ansamblul lor, proprietățile și metodele definite printr-o clasă sunt numite membri.